# Macdonald (ancienne circonscription fédérale)
Pour les articles homonymes, voir MacDonald.
Macdonald fut une circonscription électorale fédérale du Manitoba, représentée de 1892 à 1949.
La circonscription de Macdonald a été créée en 1892 d'une partie de la circonscription de Marquette. Abolie en 1947, elle fut redistribuée parmi Brandon, Lisgar, Portage—Neepawa, Selkirk et Souris.

## Géographie
En 1892, la circonscription de Macdonald comprenait:
- Les municipalités de South Cypress, South Norfolk, North Norfolk, North Cypress, Langford, Rosedale, Lansdowne, Westbourne et Portage la Prairie
- Les villes de Portage la Prairie, Gladstone et Neepawa
- Le village de Carberry

## Députés
1. 1896-1897 — Nathaniel Boyd, CON
2. 1897-1900 — John Guinon Rutherford, PLC
3. 1900-1904 — Nathaniel Boyd, CON (2)
4. 1904-1912 — William D. Staples, CON
5. 1912-1917 — Alexander Morrison, CON
6. 1917-1921 — Richard C. Henders, CON
7. 1921-1930 — William James Lovie, PPC
8. 1930-1949 — William Gilbert Weir, Libéral-progressiste

- CON = Parti conservateur du Canada (ancien)
- PPC = Parti progressiste du Canada